# Torneo Clausura 2017 Liga de Ascenso
El Torneo Clausura 2017 fue el 44.º torneo de la Liga de Ascenso de México. Contó con la participación de 18 equipos. Lobos BUAP, campeón de este torneo, se enfrentó a Dorados de Sinaloa, campeón del Torneo Apertura 2016, en la final por el ascenso, para definir quien de los dos ascendería a la Primera División. En este torneo descendió Loros de Colima, quien ocupó el último lugar de la Tabla de Cocientes.

## Sistema de competición
El torneo de la Ascenso Bancomer MX, está conformado en dos partes:
- Fase de calificación: Se integra por las 17 jornadas del torneo.
- Fase final: Se integra por los partidos de cuartos de final, semifinal y final.

### Fase de clasificación
En la fase de clasificación se observará el sistema de puntos. La ubicación en la tabla general está sujeta a lo siguiente:
- Por juego ganado se obtendrán tres puntos.
- Por juego empatado se obtendrá un punto.
- Por juego perdido no se otorgan puntos.

En esta fase participan los 18 clubes de la Ascenso Bancomer MX jugando en cada torneo todos contra todos durante las 17 jornadas respectivas, a un solo partido.
El orden de los clubes al final de la fase de calificación del torneo corresponderá a la suma de los puntos obtenidos por cada uno de ellos y se presentará en forma descendente. Si al finalizar las 17 jornadas del torneo, dos o más clubes estuviesen empatados en puntos, su posición en la tabla general será determinada atendiendo a los siguientes criterios de desempate:
1. Mejor diferencia entre los goles anotados y recibidos y goles.
2. Mayor número de goles anotados.
3. Marcadores particulares entre los clubes empatados.
4. Mayor número de goles anotados como visitante.
5. Mejor ubicado en la tabla general de cociente
6. Tabla Fair Play
7. Sorteo.

Para determinar los lugares que ocuparán los clubes que participen en la fase final del torneo se tomará como base la tabla general de clasificación.
Participan automáticamente por el título de Campeón de la Ascenso Bancomer MX, los 8 primeros clubes de la tabla general de clasificación al término de las 17 jornadas.

### Fase final
Los ocho clubes calificados para esta fase del torneo serán reubicados de acuerdo con el lugar que ocupen en la tabla General al término de la jornada 17, con el puesto del número uno al club mejor clasificado, y así hasta el número 8. Los partidos a esta fase se desarrollarán a visita, en las siguientes etapas:
- Cuartos de final
- Semifinales
- Final
- Final de Ascenso

Los clubes vencedores en los partidos de cuartos de final y semifinal serán aquellos que en los dos juegos anoten el mayor número de goles. De existir empate en el número de goles anotados, la posición se definirá a favor del club con mayor cantidad de goles a favor cuando actúe como visitante.
Si una vez aplicado el criterio anterior los clubes siguieran empatados, se observará la posición de los clubes en la tabla general de clasificación.
Los partidos correspondientes a la fase final se jugarán obligatoriamente los días miércoles y sábado, y jueves y domingo eligiendo, en su caso, exclusivamente en forma descendente, los cuatro clubes mejor clasificados en la tabla general al término de la jornada 17, el día y horario de su partido como local. Los siguientes cuatro clubes podrán elegir únicamente el horario.
El club vencedor de la final y por lo tanto Campeón, será aquel que en los dos partidos anote el mayor número de goles. Si al término del tiempo reglamentario el partido está empatado, se agregarán dos tiempos extras de 15 minutos cada uno. De persistir el empate en estos periodos, se procederá a lanzar tiros penales hasta que resulte un vencedor.
Los partidos de cuartos de final se jugarán de la siguiente manera:
En las semifinales participarán los cuatro clubes vencedores de cuartos de final, reubicándolos del uno al cuatro, de acuerdo a su mejor posición en la tabla General de clasificación al término de la jornada 17 del torneo correspondiente, enfrentándose:
Disputarán el título de Campeón del Torneo de Apertura 2016, los dos clubes vencedores de la fase semifinal correspondiente, reubicándolos del uno al dos, de acuerdo a su mejor posición en la tabla general de clasificación al término de la jornada 17 de cada Torneo.

## Equipos por Entidad Federativa
Para la temporada 2016-17 se contará con 18 equipos. Las entidades de la República Mexicana, con más equipos en la Liga de Ascenso son Sinaloa y Tamaulipas, con dos equipos cada uno.
| Atlante Murciélagos Lobos Correcaminos Juárez Celaya Venados Tapachula Oaxaca Zacatepec Zacatecas Leones Potros UAEM Tepic Tampico Madero U. De Colima Dorados Cimarrones |

| Estado           | N.º | Equipos                           |
| ---------------- | --- | --------------------------------- |
| Sinaloa          | 2   | Dorados y Murciélagos             |
| Tamaulipas       | 2   | Correcaminos UAT y Tampico Madero |
| Jalisco          | 1   | Leones Negros U de G              |
| Nayarit          | 1   | Tepic                             |
| Colima           | 1   | U. de Colima                      |
| Estado de México | 1   | Potros UAEM                       |
| Sonora           | 1   | Cimarrones                        |
| Chihuahua        | 1   | FC Juárez                         |
| Oaxaca           | 1   | Oaxaca                            |
| Puebla           | 1   | Lobos BUAP                        |
| Guanajuato       | 1   | Celaya                            |
| Morelos          | 1   | Zacatepec                         |
| Chiapas          | 1   | Tapachula                         |
| Yucatán          | 1   | Venados                           |
| Quintana Roo     | 1   | Atlante                           |
| Zacatecas        | 1   | Mineros                           |

## Información de los equipos
| Equipo                                        | Entrenador              | Ciudad                      | Estadio                          | Capacidad | Fundación / En Liga    | Patrocinador                  | Kit          | Televisora                                                    | Horario          |
| --------------------------------------------- | ----------------------- | --------------------------- | -------------------------------- | --------- | ---------------------- | ----------------------------- | ------------ | ------------------------------------------------------------- | ---------------- |
| Atlante                                       | Eduardo Fentanes        | Cancún, Quintana Roo        | Olímpico Andrés Quintana Roo     | 18 289    | 1918 (106 años) / 2014 | Riviera Maya                  | Kappa        | Archivo:Univision - Televisa Deportes Network logo - 2012.png | Viernes 19:00 HC |
| Celaya                                        | Gustavo Vargas          | Celaya, Guanajuato          | Emilio Butragueño                | 26 500    | 1954 (71 años) / 2011  | Bachoco                       | Keuka        |                                                               | Sábados 19:00    |
| Cimarrones                                    | Juan Carlos Chávez      | Hermosillo, Sonora          | Héroe de Nacozari                | 18 747    | 2013 (12 años) / 2015  | Súper Del Norte               | Lotto        | Telemax                                                       | Viernes 21:36 HC |
| Archivo:Correcaminos UAT.png Correcaminos UAT | Jaime Ordiales          | Ciudad Victoria, Tamaulipas | Marte R. Gómez                   | 18 000    | 1980 (45 años) / 1995  | Aeromar                       | Lotto        |                                                               | Viernes 20:00    |
| Dorados                                       | Gabriel Caballero       | Culiacán, Sinaloa           | Banorte                          | 23 000    | 2003 (22 años) / 2016  | Coppel                        | Charly       | [ 1 ]                                                         | Sábados 21:00    |
| FC Juárez                                     | Miguel de Jesús Fuentes | Juárez, Chihuahua           | Olímpico Benito Juárez           | 23 500    | 2015 (10 años) / 2015  | Del Rio                       | Umbro        |                                                               | Sábados 20:00    |
| Leones Negros                                 | Joel Sánchez            | Guadalajara, Jalisco        | Estadio Jalisco                  | 56 713    | 1970 (55 años) / 2015  | Electrolit                    | Charly       | Canal 44                                                      | Domingos 12:00   |
| Lobos BUAP                                    | Rafael Puente Jr.       | Puebla, Puebla              | Olímpico de la BUAP              | 21 750    | 1967 (58 años) / 2003  | Coca Cola                     | Keuka        | Archivo:Univision - Televisa Deportes Network logo - 2012.png | Sábados 17:00    |
| Mineros                                       | Ricardo Cadena          | Zacatecas, Zacatecas        | Francisco Villa                  | 16 000    | 2014 (11 años) / 2014  | Telcel, Samsung y Red Gasislo | Pirma        | y                                                             | Viernes 20:00    |
| Murciélagos                                   | Marco Antonio Figueroa  | Los Mochis, Sinaloa         | Centenario                       | 15 000    | 2008 (17 años) / 2015  | Meprosa                       | Keuka        | Archivo:Univision - Televisa Deportes Network logo - 2012.png | Viernes 22:05    |
| Oaxaca                                        | Irving Rubirosa         | Oaxaca, Oaxaca              | Tecnológico de Oaxaca            | 15 200    | 2012 (12 años) / 2013  | Ópticas América               | Lotto        | Archivo:Univision - Televisa Deportes Network logo - 2012.png | Viernes 21:00    |
| Potros UAEM                                   | Omar Ramírez            | Toluca, Estado de México    | Alberto "Chivo" Córdoba          | 32 000    | 1970 (55 años) / 2016  | Megacable                     | Lotto        | [ 4 ] [ 5 ]                                                   | Viernes 19:00    |
| Tampico Madero                                | Daniel Guzmán           | Tampico Madero, Tamaulipas  | Tamaulipas                       | 25 000    | 1982 (42 años) / 2016  | B Hermanos                    | Lotto        |                                                               | Sábados 20:00    |
| Tapachula                                     | Mauro Camoranesi        | Tapachula, Chiapas          | Olímpico de Tapachula            | 13 300    | 2015 (10 años) / 2015  | Chiapas                       | Silver Sport |                                                               | Sábados 19:00    |
| Tepic                                         | Marcelo Michel Leaño    | Tepic, Nayarit              | Arena Cora                       | 12 945    | 1959 (66 años) / 2014  | Riviera Nayarit               | Bee Sport    |                                                               | Viernes 21:30    |
| Universidad de Colima                         | Víctor Hugo Mora        | Colima, Colima              | Olímpico Universitario de Colima | 12 000    | 1981 (43 años) / 2016  |                               | Pirma        | [ 4 ] [ 5 ]                                                   | Sábados 19:00    |
| Venados                                       | José Luis Sánchez Solá  | Mérida, Yucatán             | Carlos Iturralde                 | 18 000    | 1988 (37 años) / 2011  | ADO y Yucatán                 | Spiro        |                                                               | Viernes 20:30    |
| Zacatepec                                     | Carlos Gutiérrez        | Zacatepec, Morelos          | Agustín "Coruco" Díaz            | 24 443    | 1948 (77 años) / 2014  | Jardines de México            | Silver Sport |                                                               | Sábados 17:00    |

Datos actualizados al 24 de junio de 2016.

### Cambios de entrenadores
| Equipo                   | Entrenador (jornadas)                                             |
| ------------------------ | ----------------------------------------------------------------- |
| Murciélagos              | Aldo da Pozzo (1-3) Marco Antonio Figueroa (4-...)                |
| Cafetaleros de Tapachula | Mauro Camoranesi (1-4) Francisco Ramírez Gámez (5-...)            |
| Club Celaya              | Luis PadillaN (1-4) Gustavo Vargas (5-14) Gerardo Reinoso (14-17) |
| Venados                  | José Luis Sánchez Solá (1-5) Bruno Marioni (6-...)                |

N : Apareció como técnico de Celaya, a pesar de dirigir en Irapuato, debido a que Ariel López fue registrado como auxiliar

## Estadios
|                                                                                                  |                                                                                                  | |
|                                                                                                  |                                                                                                  | |
| Estadio Jalisco Ciudad: Guadalajara Capacidad: 54.963 Club: Universidad de Guadalajara           | Estadio Universitario Alberto "Chivo" Córdoba Ciudad: Toluca Capacidad: 32.603 Club: Potros UAEM | Estadio Agustín Coruco Díaz Ciudad: Zacatepec Capacidad: 24.313 Club: Zacatepec                       |
|                                                                                                  |                                                                                                  | |
| Estadio Emilio Butragueño Ciudad: Celaya Capacidad: 23.182 Club: Celaya                          | Estadio Olímpico Benito Juárez Ciudad: Ciudad Juárez Capacidad: 21.000 Club: FC Juárez           | Estadio Tamaulipas Ciudad: Tampico, Ciudad Madero Capacidad: 25.000 Club: Tampico Madero              |
|                                                                                                  |                                                                                                  | |
| Estadio Olímpico de la BUAP Ciudad: Puebla Capacidad: 19.283 Club: Lobos BUAP                    | Estadio Héroe de Nacozari Ciudad: Hermosillo Capacidad: 18.747 Club: Cimarrones de Sonora        | Estadio Banorte Ciudad: Culiacán Capacidad: 23.000 Club: Dorados de Sinaloa                           |
|                                                                                                  |                                                                                                  | |
| Estadio Olímpico Andrés Quintana Roo Ciudad: Cancún Capacidad: 17.289 Club: Atlante              | Estadio Carlos Iturralde Rivero Ciudad: Mérida Capacidad: 18.000 Club: Venados                   | Estadio Tecnológico de Oaxaca Ciudad: Oaxaca Capacidad:14.598 Club: Alebrijes de Oaxaca               |
|                                                                                                  |                                                                                                  | |
| Estadio Francisco Villa Ciudad: Zacatecas Capacidad: 16.000 Club: Mineros de Zacatecas           | Arena Cora Ciudad: Tepic Capacidad: 12.271 Club: Coras de Tepic                                  | Estadio Olímpico Universitario de Colima Ciudad: Colima Capacidad: 11.812 Club: Universidad de Colima |
|                                                                                                  |                                                                                                  | |
| Estadio Olímpico de Tapachula Ciudad: Tapachula Capacidad: 13.300 Club: Cafetaleros de Tapachula | Estadio Centenario LM Ciudad: Los Mochis Capacidad: 15.000 Club: Murciélagos FC                  | Estadio Marte R. Gómez Ciudad: Ciudad Victoria Capacidad: 18.000 Club: Correcaminos UAT               |

## Torneo Regular
| Atlante        | 2 - 0 | Oaxaca           | Andrés Quintana Roo     | 6 de enero | 19:00 | 2 822  | Archivo:Univision tdn.png |
| Zacatepec      | 1 - 0 | Correcaminos UAT | Agustín Coruco Díaz     | 6 de enero | 19:00 | 4 267  |                           |
| Zacatecas      | 0 - 0 | Juárez           | Francisco Villa         | 6 de enero | 20:00 | 4 919  | y                         |
| Venados        | 2 - 0 | Loros            | Carlos Iturralde Rivero | 6 de enero | 20:30 | 7 015  |                           |
| Murciélagos    | 0 - 2 | Lobos BUAP       | Centenario LM           | 6 de enero | 22:05 | 2 137  | Archivo:Univision tdn.png |
| Tapachula      | 1 - 2 | Tepic            | Olímpico de Tapachula   | 7 de enero | 19:00 | 11 455 |                           |
| Celaya         | 3 - 1 | Cimarrones       | Emilio Butragueño       | 7 de enero | 19:00 | 3 447  |                           |
| Tampico Madero | 1 - 1 | Dorados          | Tamaulipas              | 7 de enero | 20:00 | 8 087  | +                         |
| U. de G.       | 1 - 0 | UAEM             | Jalisco                 | 8 de enero | 12:00 | 6 085  | Canal 44                  |

| Loros            | 1 - 1 | Celaya         | O. Universitario de Colima | 10 de enero | 19:00 | 2 164 | y                         |
| Correcaminos UAT | 1 - 1 | Atlante        | Marte R. Gómez             | 10 de enero | 20:30 | 6 700 |                           |
| Dorados          | 1 - 1 | Zacatepec      | Banorte                    | 10 de enero | 21:00 | 7 333 |                           |
| Oaxaca           | 3 - 2 | Venados        | Tecnológico                | 10 de enero | 21:00 | 4 120 | Archivo:Univision tdn.png |
| Cimarrones       | 1 - 2 | Zacatecas      | Héroe de Nacozari          | 10 de enero | 21:36 | 6 850 | Telemax                   |
| Lobos BUAP       | 1 - 1 | Tampico Madero | Universitario BUAP         | 11 de enero | 19:00 | 2 915 | Archivo:Univision tdn.png |
| UAEM             | 2 - 0 | Murciélagos    | Alberto "Chivo" Córdoba    | 11 de enero | 19:00 | 3 150 |                           |
| Juárez           | 2 - 1 | Tapachula      | Olímpico Benito Juárez     | 11 de enero | 20:00 | 6 516 |                           |
| Tepic            | 1 - 0 | U. de G.       | Arena Cora                 | 11 de enero | 21:30 | 3 877 |                           |

| Atlante        | 1 - 0 | Zacatepec        | Andres Quintana Roo     | 13 de enero | 19:00 | 3 046  | Archivo:Univision tdn.png |
| Zacatecas      | 2 - 2 | Loros            | Francisco Villa         | 13 de enero | 20:00 | 4 627  | y                         |
| Venados        | 1 - 5 | Correcaminos UAT | Carlos Iturralde Rivero | 13 de enero | 20:30 | 8 123  |                           |
| Lobos BUAP     | 1 - 2 | Dorados          | Universitario BUAP      | 14 de enero | 17:00 | 2 384  |                           |
| Tapachula      | 1 - 0 | Cimarrones       | Olímpico de Tapachula   | 14 de enero | 19:00 | 11 150 |                           |
| Celaya         | 1 - 2 | Oaxaca           | Emilio Butragueño       | 14 de enero | 19:00 | 3 966  |                           |
| Tampico Madero | 1 - 0 | UAEM             | Tamaulipas              | 14 de enero | 20:00 | 11 564 | +                         |
| Murciélagos    | 0 - 2 | Tepic            | Centenario LM           | 14 de enero | 22:05 | 1 375  | Archivo:Univision tdn.png |
| U. de G.       | 1 - 0 | Juárez           | Jalisco                 | 15 de enero | 12:00 | 6 097  | Canal 44                  |

| UAEM             | 4 - 1 | Lobos BUAP     | Alberto "Chivo" Córdoba    | 20 de enero | 19:00 | 2 323  |                           |
| Correcaminos UAT | 2 - 4 | Celaya         | Marte R. Gómez             | 20 de enero | 20:00 | 10 578 |                           |
| Oaxaca           | 0 - 2 | Zacatecas      | Tecnológico                | 20 de enero | 21:00 | 5 320  | Archivo:Univision tdn.png |
| Tepic            | 0 - 1 | Tampico Madero | Arena Cora                 | 20 de enero | 21:30 | 4 041  |                           |
| Cimarrones       | 3 - 1 | U. de G.       | Héroe de Nacozari          | 20 de enero | 21:36 | 5 800  | Telemax                   |
| Zacatepec        | 3 - 1 | Venados        | Agustín Coruco Díaz        | 21 de enero | 17:00 | 4 074  |                           |
| Juárez           | 2 - 1 | Murciélagos    | Olímpico Benito Juárez     | 21 de enero | 19:00 | 3 511  |                           |
| Loros            | 2 - 1 | Tapachula      | O. Universitario de Colima | 21 de enero | 19:00 | 1 580  | y                         |
| Dorados          | 2 - 4 | Atlante        | Banorte                    | 21 de enero | 21:00 | 8 333  | y                         |

| UAEM           | 1 - 0 | Dorados          | Alberto "Chivo" Córdoba | 27 de enero | 19:00 | 8 789  |                           |
| Zacatecas      | 1 - 0 | Correcaminos UAT | Francisco Villa         | 27 de enero | 20:00 | 4 657  | y                         |
| Venados        | 1 - 2 | Atlante          | Carlos Iturralde Rivero | 27 de enero | 20:30 | 6 879  |                           |
| Murciélagos    | 2 - 3 | Cimarrones       | Centenario LM           | 27 de enero | 22:05 | 1 853  | Archivo:Univision tdn.png |
| Lobos BUAP     | 1 - 2 | Tepic            | Universitario BUAP      | 28 de enero | 17:00 | 1 977  | Archivo:Univision tdn.png |
| Celaya         | 2 - 3 | Zacatepec        | Emilio Butragueño       | 28 de enero | 19:00 | 3 956  |                           |
| Tapachula      | 0 - 1 | Oaxaca           | Olímpico de Tapachula   | 28 de enero | 19:00 | 11 133 |                           |
| Tampico Madero | 1 - 2 | Juárez           | Tamaulipas              | 28 de enero | 20:00 | 19 717 | +                         |
| U. de G.       | 1 - 0 | Loros            | Jalisco                 | 29 de enero | 12:00 | 7 611  | Canal 44                  |

| Atlante          | 1 - 2 | Celaya         | Andres Quintana Roo        | 3 de febrero | 19:00 | 3 555 | Archivo:Univision tdn.png |
| Correcaminos UAT | 1 - 0 | Tapachula      | Marte R. Gómez             | 3 de febrero | 20:00 | 6 045 |                           |
| Oaxaca           | 0 - 0 | U. de G.       | Tecnológico                | 3 de febrero | 21:00 | 5 830 | Archivo:Univision tdn.png |
| Cimarrones       | 1 - 0 | Tampico Madero | Héroe de Nacozari          | 3 de febrero | 21:36 | 8 350 | Telemax                   |
| Zacatepec        | 1 - 3 | Zacatecas      | Agustín Coruco Díaz        | 4 de febrero | 17:00 | 4 421 |                           |
| Loros            | 0 - 1 | Murciélagos    | O. Universitario de Colima | 4 de febrero | 19:00 | 1 410 | y                         |
| Juárez           | 2 - 2 | Lobos BUAP     | Olímpico Benito Juárez     | 4 de febrero | 19:00 | 5 884 |                           |
| Tepic            | 1 - 1 | UAEM           | Arena Cora                 | 4 de febrero | 20:30 | 2 874 |                           |
| Dorados          | 4 - 1 | Venados        | Banorte                    | 4 de febrero | 21:00 | 7 333 |                           |

| Lobos BUAP     | 3 - 2 | Cimarrones       | Universitario BUAP      | 7 de febrero | 19:00 | 1 745  | Archivo:Univision tdn.png |
| UAEM           | 1 - 0 | Juárez           | Alberto "Chivo" Córdoba | 7 de febrero | 19:00 | 5 248  |                           |
| Celaya         | 4 - 0 | Venados          | Emilio Butragueño       | 7 de febrero | 19:00 | 3 309  |                           |
| Zacatecas      | 1 - 0 | Atlante          | Francisco Villa         | 7 de febrero | 20:00 | 5 075  | y                         |
| Tapachula      | 0 - 1 | Zacatepec        | Olímpico de Tapachula   | 7 de febrero | 20:30 | 10 125 |                           |
| Tampico Madero | 2 - 0 | Loros            | Tamaulipas              | 7 de febrero | 21:00 | 14 987 | +                         |
| Murciélagos    | 0 - 0 | Oaxaca           | Centenario LM           | 7 de febrero | 22:05 | 753    | Archivo:Univision tdn.png |
| U. de G.       | 3 - 2 | Correcaminos UAT | Jalisco                 | 8 de febrero | 20:30 | 3 143  | Canal 44                  |
| Tepic          | 1 - 1 | Dorados          | Arena Cora              | 8 de febrero | 21:30 | 8 049  |                           |

| Atlante          | 2 - 2 | Tapachula      | Andrés Quintana Roo        | 10 de febrero | 19:00 | 2 898 | Archivo:Univision tdn.png |
| Venados          | 0 - 0 | Zacatecas      | Carlos Iturralde Rivero    | 10 de febrero | 20:30 | 4 823 |                           |
| Oaxaca           | 3 - 0 | Tampico Madero | Tecnológico                | 10 de febrero | 21:00 | 6 555 | Archivo:Univision tdn.png |
| Cimarrones       | 3 - 0 | UAEM           | Héroe de Nacozari          | 10 de febrero | 21:36 | 6 800 | Telemax                   |
| Zacatepec        | 1 - 1 | U. de G.       | Agustín Coruco Díaz        | 11 de febrero | 17:00 | 3 989 |                           |
| Loros            | 1 - 0 | Lobos BUAP     | O. Universitario de Colima | 11 de febrero | 19:00 | 812   | y                         |
| Juárez           | 3 - 2 | Tepic          | Olímpico Benito Juárez     | 11 de febrero | 19:00 | 4 685 |                           |
| Correcaminos UAT | 0 - 1 | Murciélagos    | Marte R. Gómez             | 11 de febrero | 20:00 | 6 608 |                           |
| Dorados          | 1 - 0 | Celaya         | Banorte                    | 11 de febrero | 21:00 | 8 333 |                           |

| UAEM           | 3 - 1 | Loros            | Alberto "Chivo" Córdoba | 17 de febrero | 19:00 | 2 976  |                           |
| Zacatecas      | 0 - 0 | Celaya           | Francisco Villa         | 17 de febrero | 20:00 | 5 936  | y                         |
| Tepic          | 0 - 1 | Cimarrones       | Arena Cora              | 17 de febrero | 21:30 | 2 612  |                           |
| Murciélagos    | 1 - 2 | Zacatepec        | Centenario LM           | 17 de febrero | 22:05 | 2 167  | Archivo:Univision tdn.png |
| Lobos BUAP     | 3 - 1 | Oaxaca           | Universitario BUAP      | 18 de febrero | 17:00 | 1 726  | Archivo:Univision tdn.png |
| Tapachula      | 5 - 1 | Venados          | Olímpico de Tapachula   | 18 de febrero | 19:00 | 8 755  |                           |
| Juárez         | 1 - 2 | Dorados          | Olímpico Benito Juárez  | 18 de febrero | 19:00 | 4 061  |                           |
| Tampico Madero | 3 - 0 | Correcaminos UAT | Tamaulipas              | 18 de febrero | 20:00 | 19 415 | +                         |
| U. de G.       | 0 - 0 | Atlante          | Jalisco                 | 19 de febrero | 12:00 | 9 465  | Canal 44                  |

| Atlante          | 0 - 1 | Murciélagos    | Andrés Quintana Roo        | 24 de febrero | 19:00 | 2 326 | Archivo:Univision tdn.png |
| Correcaminos UAT | 1 - 3 | Lobos BUAP     | Marte R. Gómez             | 24 de febrero | 20:00 | 5 287 |                           |
| Venados          | 1 - 1 | U. de G.       | Carlos Iturralde Rivero    | 24 de febrero | 20:30 | 4 527 |                           |
| Oaxaca           | 1 - 1 | UAEM           | Tecnológico                | 24 de febrero | 21:00 | 4 800 | Archivo:Univision tdn.png |
| Cimarrones       | 1 - 0 | Juárez         | Héroe de Nacozari          | 24 de febrero | 21:36 | 7 160 | Telemax                   |
| Zacatepec        | 1 - 0 | Tampico Madero | Agustín Coruco Díaz        | 25 de febrero | 17:00 | 5 125 |                           |
| Celaya           | 1 - 3 | Tapachula      | Emilio Butragueño          | 25 de febrero | 19:00 | 4 002 |                           |
| Loros            | 0 - 1 | Tepic          | O. Universitario de Colima | 25 de febrero | 19:00 | 1 198 | y                         |
| Dorados          | 1 - 0 | Zacatecas      | Banorte                    | 25 de febrero | 21:00 | 8 333 | y                         |

| UAEM           | 1 - 1 | Correcaminos UAT | Alberto "Chivo" Córdoba | 3 de marzo | 19:00 | 2 543  |                           |
| Tepic          | 0 - 1 | Oaxaca           | Arena Cora              | 3 de marzo | 21:30 | 2 981  |                           |
| Cimarrones     | 1 - 5 | Dorados          | Héroe de Nacozari       | 3 de marzo | 21:36 | 9 365  | Telemax                   |
| Murciélagos    | 1 - 1 | Venados          | Centenario LM           | 3 de marzo | 22:05 | 890    | Archivo:Univision tdn.png |
| Lobos BUAP     | 2 - 1 | Zacatepec        | Universitario BUAP      | 4 de marzo | 17:00 | 2 135  | Archivo:Univision tdn.png |
| Tapachula      | 1 - 0 | Zacatecas        | Olímpico de Tapachula   | 4 de marzo | 18:00 | 10 333 |                           |
| Juárez         | 2 - 1 | Loros            | Olímpico Benito Juárez  | 4 de marzo | 19:00 | 4 643  |                           |
| Tampico Madero | 0 - 1 | Atlante          | Tamaulipas              | 4 de marzo | 20:00 | 14 371 | +                         |
| U. de G.       | 1 - 1 | Celaya           | Jalisco                 | 5 de marzo | 12:00 | 8 556  | Canal 44                  |

| Atlante          | 2 - 2 | Lobos BUAP     | Andres Quintana Roo        | 10 de marzo | 19:00 | 3 156 | Archivo:Univision tdn.png |
| Correcaminos UAT | 3 - 3 | Tepic          | Marte R. Gómez             | 10 de marzo | 20:00 | 4 217 |                           |
| Zacatecas        | 2 - 0 | U. de G.       | Francisco Villa            | 10 de marzo | 20:00 | 5 315 | y                         |
| Venados          | 0 - 0 | Tampico Madero | Carlos Iturralde Rivero    | 10 de marzo | 20:30 | 5 339 |                           |
| Oaxaca           | 3 - 2 | Juárez         | Tecnológico                | 10 de marzo | 21:00 | 3 855 | Archivo:Univision tdn.png |
| Zacatepec        | 1 - 3 | UAEM           | Agustín Coruco Díaz        | 11 de marzo | 17:00 | 5 117 |                           |
| Celaya           | 2 - 1 | Murciélagos    | Emilio Butragueño          | 11 de marzo | 19:00 | 4 698 |                           |
| Loros            | 0 - 1 | Cimarrones     | O. Universitario de Colima | 11 de marzo | 19:00 | 976   | y                         |
| Dorados          | 2 - 0 | Tapachula      | Banorte                    | 11 de marzo | 21:00 | 8 333 | y                         |

| UAEM           | 1 - 0 | Atlante          | Alberto "Chivo" Córdoba    | 17 de marzo | 19:00 | 7 814  |          |
| Tepic          | 3 - 2 | Zacatepec        | Arena Cora                 | 17 de marzo | 21:30 | 1 963  |          |
| Cimarrones     | 1 - 0 | Oaxaca           | Héroe de Nacozari          | 17 de marzo | 21:36 | 5 827  | Telemax  |
| Murciélagos    | 1 - 1 | Zacatecas        | Centenario LM              | 17 de marzo | 22:05 | 3 073  |          |
| Lobos BUAP     | 3 - 4 | Venados          | Universitario BUAP         | 18 de marzo | 17:00 | 1 845  |          |
| Loros          | 1 - 2 | Dorados          | O. Universitario de Colima | 18 de marzo | 19:00 | 1 185  | y        |
| Juárez         | 1 - 0 | Correcaminos UAT | Olímpico Benito Juárez     | 18 de marzo | 19:00 | 6 129  |          |
| Tampico Madero | 2 - 1 | Celaya           | Tamaulipas                 | 18 de marzo | 20:00 | 11 367 |          |
| U. de G.       | 3 - 1 | Tapachula        | Jalisco                    | 19 de marzo | 12:00 | 7 318  | Canal 44 |

| Atlante          | 0 - 2 | Tepic          | Andrés Quintana Roo     | 24 de marzo | 19:00 | 2 819  | Archivo:Univision tdn.png |
| Correcaminos UAT | 1 - 1 | Cimarrones     | Marte R. Gómez          | 24 de marzo | 20:00 | 1 615  |                           |
| Venados          | 1 - 0 | UAEM           | Carlos Iturralde Rivero | 24 de marzo | 20:30 | 2 985  |                           |
| Tapachula        | 2 - 1 | Murciélagos    | Olímpico de Tapachula   | 24 de marzo | 20:30 | 7 229  |                           |
| Zacatecas        | 2 - 0 | Tampico Madero | Francisco Villa         | 25 de marzo | 17:00 | 5 367  | y                         |
| Oaxaca           | 3 - 1 | Loros          | Tecnológico             | 25 de marzo | 17:00 | 4 259  | Archivo:Univision tdn.png |
| Zacatepec        | 0 - 0 | Juárez         | Agustín Coruco Díaz     | 25 de marzo | 17:00 | 5 066  |                           |
| Celaya           | 0 - 1 | Lobos BUAP     | Emilio Butragueño       | 25 de marzo | 19:00 | 3 930  |                           |
| Dorados          | 1 - 1 | U. de G.       | Banorte                 | 25 de marzo | 21:00 | 10 333 |                           |

| UAEM           | 2 - 0 | Celaya           | Alberto "Chivo" Córdoba    | 31 de marzo | 19:00 | 3 546  |         |
| Tepic          | 1 - 1 | Venados          | Arena Cora                 | 31 de marzo | 21:30 | 2 688  |         |
| Cimarrones     | 0 - 1 | Zacatepec        | Héroe de Nacozari          | 31 de marzo | 21:36 | 6 422  | Telemax |
| Murciélagos    | 1 - 1 | U. de G.         | Centenario LM              | 31 de marzo | 22:05 | 5 223  |         |
| Lobos BUAP     | 3 - 1 | Zacatecas        | Universitario BUAP         | 1 de abril  | 17:00 | 2 228  |         |
| Oaxaca         | 5 - 0 | Dorados          | Tecnológico                | 1 de abril  | 19:00 | 6 520  |         |
| Loros          | 3 - 1 | Correcaminos UAT | O. Universitario de Colima | 1 de abril  | 19:00 | 701    | y       |
| Juárez         | 1 - 1 | Atlante          | Olímpico Benito Juárez     | 1 de abril  | 19:00 | 9 006  |         |
| Tampico Madero | 1 - 1 | Tapachula        | Tamaulipas                 | 1 de abril  | 20:00 | 10 492 |         |

| Zacatecas        | 3 - 1 | UAEM           | Francisco Villa         | 7 de abril | 19:00 | 4 647  | y        |
| Atlante          | 0 - 0 | Cimarrones     | Andrés Quintana Roo     | 7 de abril | 20:00 | 2 863  |          |
| Correcaminos UAT | 4 - 3 | Oaxaca         | Marte R. Gómez          | 7 de abril | 20:00 | 1 205  |          |
| Venados          | 0 - 2 | Juárez         | Carlos Iturralde Rivero | 7 de abril | 20:30 | 3 653  |          |
| Tapachula        | 1 - 0 | Lobos BUAP     | Olímpico de Tapachula   | 7 de abril | 20:30 | 8 591  |          |
| Murciélagos      | 1 - 3 | Dorados        | Centenario LM           | 7 de abril | 22:05 | 6 623  |          |
| Zacatepec        | 4 - 3 | Loros          | Agustín Coruco Díaz     | 8 de abril | 17:00 | 6 827  |          |
| Celaya           | 3 - 3 | Tepic          | Emilio Butragueño       | 8 de abril | 19:00 | 2 062  |          |
| U. de G.         | 0 - 2 | Tampico Madero | Jalisco                 | 9 de abril | 12:00 | 11 401 | Canal 44 |

| UAEM           | 0 - 0 | Tapachula        | Alberto "Chivo" Córdoba    | 14 de abril | 19:00 | 4 025  |                           |
| Oaxaca         | 1 - 0 | Zacatepec        | Tecnológico                | 14 de abril | 21:00 | 8 350  | Archivo:Univision tdn.png |
| Tepic          | 0 - 1 | Zacatecas        | Arena Cora                 | 14 de abril | 21:30 | 4 544  |                           |
| Cimarrones     | 0 - 0 | Venados          | Héroe de Nacozari          | 14 de abril | 22:36 | 8 117  | Telemax                   |
| Lobos BUAP     | 2 - 1 | U. de G.         | Universitario BUAP         | 15 de abril | 17:00 | 2 129  | Archivo:Univision tdn.png |
| Loros          | 2 - 0 | Atlante          | O. Universitario de Colima | 15 de abril | 19:00 | 690    | y                         |
| Tampico Madero | 0 - 0 | Murciélagos      | Tamaulipas                 | 15 de abril | 20:00 | 14 095 |                           |
| Juárez         | 3 - 0 | Celaya           | Olímpico Benito Juárez     | 15 de abril | 20:00 | 15 832 |                           |
| Dorados        | 1 - 2 | Correcaminos UAT | Banorte                    | 15 de abril | 21:00 | 8 333  |                           |

## Tabla general
| Pos. | Equipo               | Pts. | PJ | G | E | P  | GF | GC | Dif. | Clasificación                   |
| ---- | -------------------- | ---- | -- | - | - | -- | -- | -- | ---- | ------------------------------- |
| 1    | Mineros de Zacatecas | 32   | 17 | 9 | 5 | 3  | 21 | 11 | +10  | Cuartos de final de la liguilla |
| 2    | Dorados              | 31   | 17 | 9 | 4 | 4  | 29 | 22 | +7   | Cuartos de final de la liguilla |
| 3    | Oaxaca               | 30   | 17 | 9 | 3 | 5  | 27 | 19 | +8   | Cuartos de final de la liguilla |
| 4    | Juárez               | 28   | 17 | 8 | 4 | 5  | 23 | 17 | +6   | Cuartos de final de la liguilla |
| 5    | Potros UAEM          | 28   | 17 | 8 | 4 | 5  | 21 | 15 | +6   | Cuartos de final de la liguilla |
| 6    | Lobos BUAP (C)       | 27   | 17 | 8 | 3 | 6  | 30 | 24 | +6   | Cuartos de final de la liguilla |
| 7    | Zacatepec            | 27   | 17 | 8 | 3 | 6  | 23 | 22 | +1   | Cuartos de final de la liguilla |
| 8    | Cimarrones           | 27   | 17 | 8 | 3 | 6  | 20 | 19 | +1   | Cuartos de final de la liguilla |
| 9    | Coras                | 26   | 17 | 7 | 5 | 5  | 24 | 20 | +4   |                                 |
| 10   | Tampico Madero       | 23   | 17 | 6 | 5 | 6  | 15 | 14 | +1   |                                 |
| 11   | Leones Negros        | 22   | 17 | 5 | 7 | 5  | 16 | 18 | −2   |                                 |
| 12   | Cafetaleros          | 21   | 17 | 6 | 3 | 8  | 20 | 21 | −1   |                                 |
| 13   | Atlante              | 21   | 17 | 5 | 6 | 6  | 17 | 18 | −1   |                                 |
| 14   | Celaya               | 19   | 17 | 5 | 4 | 8  | 26 | 27 | −1   |                                 |
| 15   | Correcaminos UAT     | 16   | 17 | 4 | 4 | 9  | 24 | 31 | −7   |                                 |
| 16   | Venados              | 15   | 17 | 3 | 6 | 8  | 17 | 34 | −17  |                                 |
| 17   | Loros de Colima (D)  | 14   | 17 | 4 | 2 | 11 | 18 | 27 | −9   | Descenso de categoría           |
| 18   | Murciélagos          | 14   | 17 | 3 | 5 | 9  | 13 | 23 | −10  |                                 |

 Fuente: [cita requerida]

### Evolución de la clasificación
| Equipo / Jornada | 01 | 02 | 03 | 04 | 05 | 06 | 07 | 08 | 09 | 10 | 11 | 12 | 13 | 14 | 15 | 16 | 17 |
| ---------------- | -- | -- | -- | -- | -- | -- | -- | -- | -- | -- | -- | -- | -- | -- | -- | -- | -- |
| Zacatecas        | 10 | 5  | 6  | 3  | 3  | 1  | 1  | 1  | 1  | 2  | 3  | 2  | 4  | 2  | 4  | 2  | 1  |
| Dorados          | 8  | 12 | 5  | 11 | 12 | 11 | 11 | 11 | 6  | 4  | 1  | 1  | 1  | 1  | 1  | 1  | 2  |
| Oaxaca           | 16 | 11 | 4  | 10 | 8  | 9  | 8  | 6  | 12 | 9  | 6  | 4  | 6  | 6  | 3  | 3  | 3  |
| FC Juárez        | 11 | 7  | 12 | 7  | 5  | 4  | 7  | 5  | 11 | 13 | 10 | 11 | 7  | 8  | 9  | 8  | 4  |
| Potros UAEM      | 14 | 9  | 13 | 8  | 6  | 5  | 5  | 9  | 3  | 5  | 5  | 3  | 2  | 5  | 2  | 4  | 5  |
| Lobos BUAP       | 2  | 3  | 10 | 14 | 15 | 14 | 13 | 13 | 13 | 11 | 8  | 9  | 12 | 7  | 7  | 9  | 6  |
| Zacatepec        | 7  | 6  | 11 | 6  | 4  | 7  | 10 | 4  | 2  | 1  | 2  | 6  | 9  | 10 | 8  | 5  | 7  |
| Cimarrones       | 15 | 17 | 17 | 15 | 11 | 10 | 12 | 10 | 5  | 3  | 7  | 5  | 3  | 3  | 6  | 7  | 8  |
| Tepic            | 5  | 1  | 1  | 2  | 2  | 3  | 2  | 3  | 9  | 6  | 9  | 10 | 5  | 4  | 5  | 6  | 9  |
| Tampico Madero   | 9  | 13 | 7  | 4  | 9  | 12 | 9  | 12 | 10 | 12 | 13 | 13 | 13 | 13 | 12 | 10 | 10 |
| Leones Negros    | 6  | 10 | 3  | 9  | 7  | 8  | 6  | 7  | 7  | 7  | 11 | 12 | 8  | 9  | 10 | 11 | 11 |
| Tapachula        | 12 | 16 | 14 | 16 | 16 | 16 | 17 | 17 | 15 | 14 | 14 | 14 | 14 | 14 | 14 | 13 | 12 |
| Atlante          | 3  | 4  | 2  | 1  | 1  | 2  | 4  | 2  | 4  | 8  | 4  | 7  | 10 | 11 | 11 | 12 | 13 |
| Celaya           | 1  | 2  | 9  | 5  | 10 | 6  | 3  | 8  | 8  | 10 | 12 | 8  | 11 | 12 | 13 | 14 | 14 |
| Correcaminos UAT | 13 | 14 | 8  | 13 | 14 | 13 | 14 | 15 | 16 | 17 | 16 | 16 | 17 | 17 | 18 | 16 | 15 |
| Venados          | 4  | 8  | 15 | 17 | 17 | 18 | 18 | 18 | 18 | 18 | 18 | 18 | 16 | 15 | 15 | 15 | 16 |
| Loros            | 18 | 15 | 16 | 12 | 13 | 15 | 15 | 14 | 14 | 16 | 17 | 17 | 18 | 18 | 17 | 18 | 17 |
| Murciélagos      | 17 | 18 | 18 | 18 | 18 | 17 | 16 | 16 | 17 | 15 | 15 | 15 | 15 | 16 | 16 | 17 | 18 |

## Tabla de Cocientes
| Pos. | Equipo                   | A-2014       | C-2015       | A-2015       | C-2016       | A-2016 | C-2017 | Puntos | PJ | Dif. | Cociente |                       |
| ---- | ------------------------ | ------------ | ------------ | ------------ | ------------ | ------ | ------ | ------ | -- | ---- | -------- | --------------------- |
| 1.   | Zacatecas                | 25           | 18           | 24           | 22           | 33     | 32     | 154    | 90 | +40  | 1.7111   |                       |
| 2.   | Dorados                  | Liga MX      | Liga MX      | Liga MX      | Liga MX      | 27     | 31     | 58     | 34 | +19  | 1.7059   |                       |
| 3.   | Potros UAEM              | Liga Premier | Liga Premier | Liga Premier | Liga Premier | 29     | 28     | 57     | 34 | +12  | 1.6765   |                       |
| 4.   | Juárez                   | -            | -            | 29           | 20           | 22     | 28     | 99     | 64 | +18  | 1.5469   |                       |
| 5.   | Oaxaca                   | 15           | 20           | 25           | 21           | 26     | 30     | 137    | 90 | +18  | 1.5222   |                       |
| 6.   | Lobos BUAP               | 20           | 22           | 29           | 18           | 18     | 27     | 134    | 90 | +19  | 1.4889   |                       |
| 7.   | Coras                    | 27           | 18           | 20           | 19           | 22     | 26     | 132    | 90 | +13  | 1.4667   |                       |
| 8.   | Atlante                  | 21           | 13           | 23           | 25           | 27     | 21     | 130    | 90 | +19  | 1.4444   |                       |
| 9.   | Leones Negros            | Liga MX      | Liga MX      | 21           | 29           | 18     | 22     | 90     | 64 | +11  | 1.4063   |                       |
| 10.  | Cafetaleros de Tapachula | 21           | 14           | 22           | 27           | 16     | 21     | 121    | 90 | −21  | 1.3444   |                       |
| 11.  | Celaya                   | 6            | 10           | 20           | 26           | 35     | 19     | 116    | 90 | +2   | 1.2889   |                       |
| 12.  | Correcaminos UAT         | 24           | 20           | 13           | 22           | 20     | 16     | 115    | 90 | −22  | 1.2778   |                       |
| 13.  | Zacatepec                | 18           | 12           | 13           | 13           | 30     | 27     | 113    | 90 | −10  | 1.2556   |                       |
| 14.  | Cimarrones               | -            | -            | 8            | 10           | 27     | 27     | 72     | 64 | −20  | 1.1250   |                       |
| 15.  | Venados                  | 9            | 22           | 15           | 20           | 20     | 15     | 101    | 90 | −36  | 1.1222   |                       |
| 16.  | Murciélagos              | 12           | 16           | 24           | 16           | 19     | 14     | 101    | 90 | −39  | 1.1222   |                       |
| 17.  | Tampico Madero           | Liga Premier | Liga Premier | Liga Premier | Liga Premier | 10     | 23     | 33     | 34 | −18  | 0.9706   |                       |
| 18.  | Loros de Colima          | Liga Premier | Liga Premier | Liga Premier | Liga Premier | 14     | 14     | 28     | 34 | −23  | 0.8235   | Descenso de categoría |

## Liguilla
|  | Cuartos de final                                                 | Cuartos de final                                                 | Cuartos de final                                                 | Cuartos de final                                                 | Cuartos de final                                                 |   |   | Semifinales                                                      | Semifinales                                                      | Semifinales                                                      | Semifinales                                                      | Semifinales                                                      |  |   | Final                                              | Final                                              | Final                                              | Final                                              | Final                                              |  |
|  | 19 y 20 de abril de 2017 (ida) 22 y 23 de abril de 2017 (vuelta) | 19 y 20 de abril de 2017 (ida) 22 y 23 de abril de 2017 (vuelta) | 19 y 20 de abril de 2017 (ida) 22 y 23 de abril de 2017 (vuelta) | 19 y 20 de abril de 2017 (ida) 22 y 23 de abril de 2017 (vuelta) | 19 y 20 de abril de 2017 (ida) 22 y 23 de abril de 2017 (vuelta) |   |   | 27 y 28 de abril de 2017 (ida) 29 y 30 de abril de 2017 (vuelta) | 27 y 28 de abril de 2017 (ida) 29 y 30 de abril de 2017 (vuelta) | 27 y 28 de abril de 2017 (ida) 29 y 30 de abril de 2017 (vuelta) | 27 y 28 de abril de 2017 (ida) 29 y 30 de abril de 2017 (vuelta) | 27 y 28 de abril de 2017 (ida) 29 y 30 de abril de 2017 (vuelta) |  |   | 3 de mayo de 2017 (ida) 6 de mayo de 2017 (vuelta) | 3 de mayo de 2017 (ida) 6 de mayo de 2017 (vuelta) | 3 de mayo de 2017 (ida) 6 de mayo de 2017 (vuelta) | 3 de mayo de 2017 (ida) 6 de mayo de 2017 (vuelta) | 3 de mayo de 2017 (ida) 6 de mayo de 2017 (vuelta) |  |
|  |                                                                  |                                                                  |                                                                  |                                                                  |                                                                  |   |   |                                                                  |                                                                  |                                                                  |                                                                  |                                                                  |  |   |                                                    |                                                    |                                                    |                                                    |                                                    |  |
|  |                                                                  |                                                                  |                                                                  |                                                                  |                                                                  |   |   |                                                                  |                                                                  |                                                                  |                                                                  |                                                                  |  |   |                                                    |                                                    |                                                    |                                                    |                                                    |  |
|  | 2                                                                | Dorados                                                          | 0                                                                | 4                                                                | 4                                                                |   |   |                                                                  |                                                                  |                                                                  |                                                                  |                                                                  |  |   |                                                    |                                                    |                                                    |                                                    |                                                    |  |
|  | 2                                                                | Dorados                                                          | 0                                                                | 4                                                                | 4                                                                |   |   |                                                                  |                                                                  |                                                                  |                                                                  |                                                                  |  |   |                                                    |                                                    |                                                    |                                                    |                                                    |  |
|  | 7                                                                | Zacatepec                                                        | 0                                                                | 0                                                                | 0                                                                |   |   |                                                                  |                                                                  |                                                                  |                                                                  |                                                                  |  |   |                                                    |                                                    |                                                    |                                                    |                                                    |  |
|  | 7                                                                | Zacatepec                                                        | 0                                                                | 0                                                                | 0                                                                |   | 2 | Dorados                                                          | 0                                                                | 0                                                                | 0                                                                |                                                                  |  |   |                                                    |                                                    |                                                    |                                                    |                                                    |  |
|  |                                                                  |                                                                  |                                                                  |                                                                  |                                                                  |   | 2 | Dorados                                                          | 0                                                                | 0                                                                | 0                                                                |                                                                  |  |   |                                                    |                                                    |                                                    |                                                    |                                                    |  |
|  |                                                                  |                                                                  | 4                                                                | Juárez                                                           | 1                                                                | 2 | 3 |                                                                  |                                                                  |                                                                  |                                                                  |                                                                  |  |   |                                                    |                                                    |                                                    |                                                    |                                                    |  |
|  | 4                                                                | Juárez                                                           | 4                                                                | Juárez                                                           | 1                                                                | 2 | 3 | 1                                                                | 3                                                                | 4                                                                |                                                                  |                                                                  |  |   |                                                    |                                                    |                                                    |                                                    |                                                    |  |
|  | 4                                                                | Juárez                                                           |                                                                  |                                                                  |                                                                  |   |   |                                                                  |                                                                  | 4                                                                |                                                                  |                                                                  |  |   |                                                    |                                                    |                                                    |                                                    |                                                    |  |
|  | 5                                                                | Potros UAEM                                                      | 1                                                                | 2                                                                | 3                                                                |   |   |                                                                  |                                                                  |                                                                  |                                                                  |                                                                  |  |   |                                                    |                                                    |                                                    |                                                    |                                                    |  |
|  | 5                                                                | Potros UAEM                                                      | 1                                                                | 2                                                                | 3                                                                |   |   |                                                                  |                                                                  |                                                                  |                                                                  |                                                                  |  | 4 | Juárez                                             | 1                                                  | 1                                                  | 2                                                  |                                                    |  |
|  |                                                                  |                                                                  |                                                                  |                                                                  |                                                                  |   |   |                                                                  |                                                                  |                                                                  |                                                                  |                                                                  |  | 4 | Juárez                                             | 1                                                  | 1                                                  | 2                                                  |                                                    |  |
|  |                                                                  |                                                                  | 6                                                                | Lobos BUAP                                                       | 2                                                                | 2 | 4 |                                                                  |                                                                  |                                                                  |                                                                  |                                                                  |  |   |                                                    |                                                    |                                                    |                                                    |                                                    |  |
|  | 1                                                                | Mineros de Zacatecas (v.)                                        | 6                                                                | Lobos BUAP                                                       | 2                                                                | 2 | 4 | 1                                                                | 1                                                                | 2                                                                |                                                                  |                                                                  |  |   |                                                    |                                                    |                                                    |                                                    |                                                    |  |
|  | 1                                                                | Mineros de Zacatecas (v.)                                        |                                                                  |                                                                  |                                                                  |   |   |                                                                  |                                                                  | 2                                                                |                                                                  |                                                                  |  |   |                                                    |                                                    |                                                    |                                                    |                                                    |  |
|  | 8                                                                | Cimarrones                                                       | 2                                                                | 0                                                                | 2                                                                |   |   |                                                                  |                                                                  |                                                                  |                                                                  |                                                                  |  |   |                                                    |                                                    |                                                    |                                                    |                                                    |  |
|  | 8                                                                | Cimarrones                                                       | 2                                                                | 0                                                                | 2                                                                |   | 1 | Mineros de Zacatecas                                             | 0                                                                | 2                                                                | 2                                                                |                                                                  |  |   |                                                    |                                                    |                                                    |                                                    |                                                    |  |
|  |                                                                  |                                                                  |                                                                  |                                                                  |                                                                  |   | 1 | Mineros de Zacatecas                                             | 0                                                                | 2                                                                | 2                                                                |                                                                  |  |   |                                                    |                                                    |                                                    |                                                    |                                                    |  |
|  |                                                                  |                                                                  | 6                                                                | Lobos BUAP                                                       | 2                                                                | 4 | 6 |                                                                  |                                                                  |                                                                  |                                                                  |                                                                  |  |   |                                                    |                                                    |                                                    |                                                    |                                                    |  |
|  | 3                                                                | Oaxaca                                                           | 6                                                                | Lobos BUAP                                                       | 2                                                                | 4 | 6 | 0                                                                | 1                                                                | 1                                                                |                                                                  |                                                                  |  |   |                                                    |                                                    |                                                    |                                                    |                                                    |  |
|  | 3                                                                | Oaxaca                                                           |                                                                  |                                                                  |                                                                  |   |   |                                                                  |                                                                  | 1                                                                |                                                                  |                                                                  |  |   |                                                    |                                                    |                                                    |                                                    |                                                    |  |
|  | 6                                                                | Lobos BUAP                                                       | 1                                                                | 1                                                                | 2                                                                |   |   |                                                                  |                                                                  |                                                                  |                                                                  |                                                                  |  |   |                                                    |                                                    |                                                    |                                                    |                                                    |  |
|  | 6                                                                | Lobos BUAP                                                       | 1                                                                | 1                                                                | 2                                                                |   |   |                                                                  |                                                                  |                                                                  |                                                                  |                                                                  |  |   |                                                    |                                                    |                                                    |                                                    |                                                    |  |
|  |                                                                  |                                                                  |                                                                  |                                                                  |                                                                  |   |   |                                                                  |                                                                  |                                                                  |                                                                  |                                                                  |  |   |                                                    |                                                    |                                                    |                                                    |                                                    |  |

- Lobos BUAP, campeón de este torneo, se enfrentó a Dorados de Sinaloa, campeón del Apertura 2016, en la Final de Ascenso 2016-17.

### Cuartos de final

#### Zacatecas - Cimarrones
| 20 de abril de 2017, 19:30 (UTC-7) - Telemax | Cimarrones                        | 2:1 (1:0) | Zacatecas    | Estadio Héroe de Nacozari, Hermosillo                           |                                                                 |
|                                              | Martínez 1' (a.g.) · Alaffita 30' | Reporte   | Madrigal 48' | Asistencia: 9 545 espectadores Árbitro(s): Juan Andrés Esquivel | Asistencia: 9 545 espectadores Árbitro(s): Juan Andrés Esquivel |

| 23 de abril de 2017, 17:00 (UTC-5) /                                                               | Zacatecas    | 1:0 (1:0) | Cimarrones | Estadio Francisco Villa, Zacatecas                             |                                                                |
| | Magallón 27' | Reporte   |            | Asistencia: 7 942 espectadores Árbitro(s): Arturo Cruz Hurtado | Asistencia: 7 942 espectadores Árbitro(s): Arturo Cruz Hurtado |
| Por regla de gol de visitante, Zacatecas avanza a las semifinales, pese a empatar 2:2 en el global |              |           |            |                                                                |                                                                |

#### Dorados - Zacatepec
| 19 de abril de 2017, 21:30 (UTC-5) | Zacatepec | 0:0     | Dorados | Estadio Agustín Coruco Díaz, Zacatepec                     |                                                            |
|                                    |           | Reporte |         | Asistencia: 8 295 espectadores Árbitro(s): Jesús Bisguerra | Asistencia: 8 295 espectadores Árbitro(s): Jesús Bisguerra |

| 22 de abril de 2017, 20:00 (UTC-6)               | Dorados                               | 4:0 (1:0) | Zacatepec | Estadio Banorte, Culiacán                                            |                                                                      |
|                                                  | J. Angulo 15' 78' · V. Angulo 70' 88' | Reporte   |           | Asistencia: 14 333 espectadores Árbitro(s): Alejandro Funk Villafañe | Asistencia: 14 333 espectadores Árbitro(s): Alejandro Funk Villafañe |
| Con global de 4:0, Dorados avanza a semifinales. |                                       |           |           |                                                                      |                                                                      |

#### Alebrijes - Lobos BUAP
| 19 de abril de 2017, 19:30 (UTC-5) Archivo:Univision - Televisa Deportes Network logo - 2012.png | Lobos BUAP | 1:0 (0:0) | Oaxaca | Estadio Olímpico de la BUAP, Puebla                           |                                                               |
|                                                                                                  | Escoto 57' | Reporte   |        | Asistencia: 9 338 espectadores Árbitro(s): Oscar Mejia Garcia | Asistencia: 9 338 espectadores Árbitro(s): Oscar Mejia Garcia |

| 22 de abril de 2017, 19:00 (UTC-5) Archivo:Univision - Televisa Deportes Network logo - 2012.png | Oaxaca        | 1:1 (0:1) | Lobos BUAP  | Estadio Tecnológico de Oaxaca, Oaxaca                                 |                                                                       |
|                                                                                                  | Maldonado 71' | Reporte   | Jiménez 37' | Asistencia: 10 600 espectadores Árbitro(s): Jonathan Hernandez Juárez | Asistencia: 10 600 espectadores Árbitro(s): Jonathan Hernandez Juárez |
| Con global de 1:2, Lobos BUAP avanza a semifinales.                                              |               |           |             |                                                                       |                                                                       |

#### FC Juárez - Potros UAEM
| 20 de abril de 2017, 19:30 (UTC-5) | UAEM       | 1:1 (0:0) | Juárez      | Estadio Universitario Alberto "Chivo" Córdoba, Toluca             |                                                                   |
|                                    | Osorio 57' | Reporte   | Carrijo 54' | Asistencia: 13 680 espectadores Árbitro(s): Mario Humberto Vargas | Asistencia: 13 680 espectadores Árbitro(s): Mario Humberto Vargas |

| 23 de abril de 2017, 19:00 (UTC-6)              | Juárez                                         | 3:2 (2:1) | UAEM                                | Estadio Olímpico Benito Juárez, Ciudad Juárez                       |                                                                     |
|                                                 | Carrijo 17' (pen.) · Fernández 38' · Ortiz 76' | Reporte   | Osorio 30' (pen.) · Dias 55' (a.g.) | Asistencia: 16 748 espectadores Árbitro(s): Adalid Maganda Villalva | Asistencia: 16 748 espectadores Árbitro(s): Adalid Maganda Villalva |
| Con global de 4:3, Juárez avanza a semifinales. |                                                |           |                                     |                                                                     |                                                                     |

### Semifinales

#### Zacatecas - Lobos BUAP
| 27 de abril de 2017, 19:30 (UTC-5) Archivo:Univision - Televisa Deportes Network logo - 2012.png | Lobos BUAP      | 2:0 (1:0) | Zacatecas | Estadio Olímpico de la BUAP, Puebla                                  |                                                                      |
|                                                                                                  | Jiménez 13' 88' | Reporte   |           | Asistencia: 19 877 espectadores Árbitro(s): Alejandro Funk Villafañe | Asistencia: 19 877 espectadores Árbitro(s): Alejandro Funk Villafañe |

| 30 de abril de 2017, 17:00 (UTC-5) /            | Zacatecas                 | 2:4 (1:3) | Lobos BUAP                                           | Estadio Francisco Villa, Zacatecas                             |                                                                |
|                                                 | Olvera 15' · Madrigal 53' | Reporte   | Sánchez 10' · Escoto 30' · Olascoaga 42' · Alves 89' | Asistencia: 10 587 espectadores Árbitro(s): Oscar Mejia Garcia | Asistencia: 10 587 espectadores Árbitro(s): Oscar Mejia Garcia |
| Con global de 2:6 Lobos BUAP avanza a la final. |                           |           |                                                      |                                                                |                                                                |

#### Dorados - FC Juárez
| 26 de abril de 2017, 20:00 (UTC-6) | Juárez      | 1:0 (0:0) | Dorados | Estadio Olímpico Benito Juárez, Ciudad Juárez                             |                                                                           |
|                                    | Carrijo 56' | Reporte   |         | Asistencia: 19 150 espectadores Árbitro(s): Juan Andres Esquivel Gonzalez | Asistencia: 19 150 espectadores Árbitro(s): Juan Andres Esquivel Gonzalez |

| 29 de abril de 2017, 20:00 (UTC-6)          | Dorados | 0:2 (0:0) | Juárez           | Estadio Banorte, Culiacán                                       |                                                                 |
|                                             |         | Reporte   | Da Silva 47' 67' | Asistencia: 17 333 espectadores Árbitro(s): Arturo Cruz Hurtado | Asistencia: 17 333 espectadores Árbitro(s): Arturo Cruz Hurtado |
| Con global de 0:3 Juárez avanza a la final. |         |           |                  |                                                                 |                                                                 |

### Final

#### Juárez - Lobos
| 3 de mayo de 2017, 19:30 (UTC-5) Archivo:Univision - Televisa Deportes Network logo - 2012.png | Lobos BUAP                      | 2:1 (0:1) | Juárez      | Estadio Olímpico de la BUAP, Puebla                              |                                                                  |
|                                                                                                | Tejeda 49' (pen.) · Jiménez 71' | Reporte   | Carrijo 15' | Asistencia: 19 893 espectadores Árbitro(s): Juan Andres Esquivel | Asistencia: 19 893 espectadores Árbitro(s): Juan Andres Esquivel |

| 6 de mayo de 2017, 19:00 (UTC-6)                                     | Juárez      | 1:2 (0:1) | Lobos BUAP               | Estadio Olímpico Benito Juárez, Ciudad Juárez                  |                                                                |
|                                                                      | Carrijo 73' | Reporte   | Cercado 24' · Tejeda 88' | Asistencia: 21 000 espectadores Árbitro(s): Cirilo Arturo Cruz | Asistencia: 21 000 espectadores Árbitro(s): Cirilo Arturo Cruz |
| Con global de 2:4, Lobos BUAP es el Campeón del Torneo Clausura 2017 |             |           |                          |                                                                |                                                                |

#### Final - Ida
| 31    | POR   | José Francisco Canales |     |
| 2     | DEF   | César Cercado          |     |
| 3     | DEF   | Orlando Rincón         |     |
| 24    | DEF   | Rodrigo Godínez        |     |
| 90    | DEF   | Eduardo Tercero Méndez |     |
| 8     | MED   | Jorge Ibarra           |     |
| 20    | MED   | Luis Pérez             |     |
| 26    | MED   | Luis Ernesto Olascoaga | 87' |
| 7     | DEL   | Amaury Escoto          | 77' |
| 9     | DEL   | Diego Jiménez          |     |
| 16    | DEL   | Alfonso Sánchez        | 45' |
| D. T. | D. T. | Rafael Puente del Río  |     |

| 13    | POR   | Cirilo Saucedo          |     |
| 3     | DEF   | Alonso Zamora           |     |
| 5     | DEF   | Eder Borelli            |     |
| 14    | DEF   | Elson Dias              |     |
| 22    | DEF   | Fernando Ruíz           |     |
| 12    | MED   | Juan David Castro       |     |
| 26    | MED   | Jaime Toledo            | 75' |
| 33    | MED   | Lucas da Silva          |     |
| 7     | DEL   | Mario Ortiz             | 63' |
| 9     | DEL   | Leandro Carrijo Silva   |     |
| 11    | DEL   | Mauro Fernández         | 79' |
| D. T. | D. T. | Miguel de Jesús Fuentes |     |

| 13  | Centrocampista | Omar Tejeda | 45' |
| 10  | Delantero      | Ricardinho  | 77' |
| 117 | Delantero      | Luis Mouret | 87' |

| 17 | Defensa        | Magno Aparecido de Andrade | 63' |
| 16 | Delantero      | Sidnei Sciola              | 75' |
| 10 | Centrocampista | Raúl Enríquez              | 79' |

| 49' · 71' | Omar Tejeda Diego Jiménez | 1:1 2:1 |

| 16' | Leandro Carrijo | 0:1 |

| 52' · 73' | César Cercado Rodrigo Godínez |

| 9' · 34' | Fernando Ruíz Jaime Toledo |

| Principal  | Juan Esquivel González |
| Asistentes | Eduardo Acosta Orea    |
|            | Michel Espinoza Ávalos |
| Cuarto     | Oscar Mejía García     |

|                    |   |   |
| Tiros              | - | - |
| Tiros a puerta     | - | - |
| Faltas             | - | - |
| Saques de esquina  | - | - |
| Penaltis           | - | - |
| Fueras de juego    | - | - |
| Posesión del balón | % | % |

| Alineación inicial |

| 31    | POR   | José Francisco Canales |     |
| 2     | DEF   | César Cercado          |     |
| 3     | DEF   | Orlando Rincón         |     |
| 24    | DEF   | Rodrigo Godínez        |     |
| 90    | DEF   | Eduardo Tercero Méndez |     |
| 8     | MED   | Jorge Ibarra           |     |
| 20    | MED   | Luis Pérez             |     |
| 26    | MED   | Luis Ernesto Olascoaga | 87' |
| 7     | DEL   | Amaury Escoto          | 77' |
| 9     | DEL   | Diego Jiménez          |     |
| 16    | DEL   | Alfonso Sánchez        | 45' |
| D. T. | D. T. | Rafael Puente del Río  |     |

| 13    | POR   | Cirilo Saucedo          |     |
| 3     | DEF   | Alonso Zamora           |     |
| 5     | DEF   | Eder Borelli            |     |
| 14    | DEF   | Elson Dias              |     |
| 22    | DEF   | Fernando Ruíz           |     |
| 12    | MED   | Juan David Castro       |     |
| 26    | MED   | Jaime Toledo            | 75' |
| 33    | MED   | Lucas da Silva          |     |
| 7     | DEL   | Mario Ortiz             | 63' |
| 9     | DEL   | Leandro Carrijo Silva   |     |
| 11    | DEL   | Mauro Fernández         | 79' |
| D. T. | D. T. | Miguel de Jesús Fuentes |     |

| 13  | Centrocampista | Omar Tejeda | 45' |
| 10  | Delantero      | Ricardinho  | 77' |
| 117 | Delantero      | Luis Mouret | 87' |

| 17 | Defensa        | Magno Aparecido de Andrade | 63' |
| 16 | Delantero      | Sidnei Sciola              | 75' |
| 10 | Centrocampista | Raúl Enríquez              | 79' |

| 49' · 71' | Omar Tejeda Diego Jiménez | 1:1 2:1 |

| 16' | Leandro Carrijo | 0:1 |

| 52' · 73' | César Cercado Rodrigo Godínez |

| 9' · 34' | Fernando Ruíz Jaime Toledo |

| Principal  | Juan Esquivel González |
| Asistentes | Eduardo Acosta Orea    |
|            | Michel Espinoza Ávalos |
| Cuarto     | Oscar Mejía García     |

|                    |   |   |
| Tiros              | - | - |
| Tiros a puerta     | - | - |
| Faltas             | - | - |
| Saques de esquina  | - | - |
| Penaltis           | - | - |
| Fueras de juego    | - | - |
| Posesión del balón | % | % |

| Alineación inicial |

| 31    | POR   | José Francisco Canales |     |
| 2     | DEF   | César Cercado          |     |
| 3     | DEF   | Orlando Rincón         |     |
| 24    | DEF   | Rodrigo Godínez        |     |
| 90    | DEF   | Eduardo Tercero Méndez |     |
| 8     | MED   | Jorge Ibarra           |     |
| 20    | MED   | Luis Pérez             |     |
| 26    | MED   | Luis Ernesto Olascoaga | 87' |
| 7     | DEL   | Amaury Escoto          | 77' |
| 9     | DEL   | Diego Jiménez          |     |
| 16    | DEL   | Alfonso Sánchez        | 45' |
| D. T. | D. T. | Rafael Puente del Río  |     |

| 13    | POR   | Cirilo Saucedo          |     |
| 3     | DEF   | Alonso Zamora           |     |
| 5     | DEF   | Eder Borelli            |     |
| 14    | DEF   | Elson Dias              |     |
| 22    | DEF   | Fernando Ruíz           |     |
| 12    | MED   | Juan David Castro       |     |
| 26    | MED   | Jaime Toledo            | 75' |
| 33    | MED   | Lucas da Silva          |     |
| 7     | DEL   | Mario Ortiz             | 63' |
| 9     | DEL   | Leandro Carrijo Silva   |     |
| 11    | DEL   | Mauro Fernández         | 79' |
| D. T. | D. T. | Miguel de Jesús Fuentes |     |

| 13  | Centrocampista | Omar Tejeda | 45' |
| 10  | Delantero      | Ricardinho  | 77' |
| 117 | Delantero      | Luis Mouret | 87' |

| 17 | Defensa        | Magno Aparecido de Andrade | 63' |
| 16 | Delantero      | Sidnei Sciola              | 75' |
| 10 | Centrocampista | Raúl Enríquez              | 79' |

| 49' · 71' | Omar Tejeda Diego Jiménez | 1:1 2:1 |

| 16' | Leandro Carrijo | 0:1 |

| 52' · 73' | César Cercado Rodrigo Godínez |

| 9' · 34' | Fernando Ruíz Jaime Toledo |

| Principal  | Juan Esquivel González |
| Asistentes | Eduardo Acosta Orea    |
|            | Michel Espinoza Ávalos |
| Cuarto     | Oscar Mejía García     |

|                    |   |   |
| Tiros              | - | - |
| Tiros a puerta     | - | - |
| Faltas             | - | - |
| Saques de esquina  | - | - |
| Penaltis           | - | - |
| Fueras de juego    | - | - |
| Posesión del balón | % | % |

| Alineación inicial |

| 31    | POR   | José Francisco Canales |     |
| 2     | DEF   | César Cercado          |     |
| 3     | DEF   | Orlando Rincón         |     |
| 24    | DEF   | Rodrigo Godínez        |     |
| 90    | DEF   | Eduardo Tercero Méndez |     |
| 8     | MED   | Jorge Ibarra           |     |
| 20    | MED   | Luis Pérez             |     |
| 26    | MED   | Luis Ernesto Olascoaga | 87' |
| 7     | DEL   | Amaury Escoto          | 77' |
| 9     | DEL   | Diego Jiménez          |     |
| 16    | DEL   | Alfonso Sánchez        | 45' |
| D. T. | D. T. | Rafael Puente del Río  |     |

| 13    | POR   | Cirilo Saucedo          |     |
| 3     | DEF   | Alonso Zamora           |     |
| 5     | DEF   | Eder Borelli            |     |
| 14    | DEF   | Elson Dias              |     |
| 22    | DEF   | Fernando Ruíz           |     |
| 12    | MED   | Juan David Castro       |     |
| 26    | MED   | Jaime Toledo            | 75' |
| 33    | MED   | Lucas da Silva          |     |
| 7     | DEL   | Mario Ortiz             | 63' |
| 9     | DEL   | Leandro Carrijo Silva   |     |
| 11    | DEL   | Mauro Fernández         | 79' |
| D. T. | D. T. | Miguel de Jesús Fuentes |     |

| 13  | Centrocampista | Omar Tejeda | 45' |
| 10  | Delantero      | Ricardinho  | 77' |
| 117 | Delantero      | Luis Mouret | 87' |

| 17 | Defensa        | Magno Aparecido de Andrade | 63' |
| 16 | Delantero      | Sidnei Sciola              | 75' |
| 10 | Centrocampista | Raúl Enríquez              | 79' |

| 49' · 71' | Omar Tejeda Diego Jiménez | 1:1 2:1 |

| 16' | Leandro Carrijo | 0:1 |

| 52' · 73' | César Cercado Rodrigo Godínez |

| 9' · 34' | Fernando Ruíz Jaime Toledo |

| Principal  | Juan Esquivel González |
| Asistentes | Eduardo Acosta Orea    |
|            | Michel Espinoza Ávalos |
| Cuarto     | Oscar Mejía García     |

|                    |   |   |
| Tiros              | - | - |
| Tiros a puerta     | - | - |
| Faltas             | - | - |
| Saques de esquina  | - | - |
| Penaltis           | - | - |
| Fueras de juego    | - | - |
| Posesión del balón | % | % |

| Alineación inicial |

#### Final - Vuelta
| 13    | POR   | Cirilo Saucedo          |     |
| 3     | DEF   | Alonso Zamora           |     |
| 5     | DEF   | Eder Borelli            |     |
| 14    | DEF   | Elson Dias              |     |
| 22    | DEF   | Fernando Ruíz           | 55' |
| 12    | MED   | Juan David Castro       | 71' |
| 26    | MED   | Jaime Toledo            | 32' |
| 33    | MED   | Lucas Da Silva          |     |
| 7     | MED   | Mario Ortiz             |     |
| 9     | DEL   | Leandro Carrijo Silva   |     |
| 11    | DEL   | Mauro Fernández         |     |
| D. T. | D. T. | Miguel de Jesús Fuentes |     |

| 31    | POR   | José Francisco Canales |     |
| 2     | DEF   | César Cercado          |     |
| 3     | DEF   | Orlando Rincón         | 82' |
| 24    | DEF   | Rodrigo Godínez        |     |
| 90    | DEF   | Eduardo Tercero Méndez |     |
| 8     | MED   | Jorge Ibarra           |     |
| 20    | MED   | Luis Pérez             |     |
| 26    | MED   | Luis Ernesto Olascoaga |     |
| 7     | MED   | Amaury Escoto          |     |
| 9     | DEL   | Diego Jiménez          | 76' |
| 16    | DEL   | Alfonso Sánchez        | 67' |
| D. T. | D. T. | Rafael Puente Del Río  |     |

| 10 | Centrocampista | Raúl Enríquez     | 32' |
| 8  | Defensa        | Cristian Gordillo | 55' |
| 29 | Centrocampista | Josué Gómez       | 71' |

| 13 | Centrocampista | Omar Tejeda       | 67' |
| 10 | Delantero      | Ricardinho        | 76' |
| 4  | Defensa        | Richard Okunorobo | 82' |

| 73' | Cristian Gordillo | 1:1 |

| 25' · 88' | César Cercado Omar Tejeda | 0:1 1:2 |

| 49' · 78' | Ferdando Ruíz Josué Gómez |

| 55' · 78' · 80' | Luis Pérez Luis Ernesto Olascoaga José Francisco Canales |

| Principal  | Arturo Cruz Hurtado       |
| Asistentes | Marco Antonio Bisguerra   |
|            | Edgar Magdaleno Castrejon |
| Cuarto     | Alejandro Funk Villafañe  |

|                    |   |   |
| Tiros              | - | - |
| Tiros a puerta     | - | - |
| Faltas             | - | - |
| Saques de esquina  | - | - |
| Penaltis           | - | - |
| Fueras de juego    | - | - |
| Posesión del balón | % | % |

| Alineación inicial |

| 13    | POR   | Cirilo Saucedo          |     |
| 3     | DEF   | Alonso Zamora           |     |
| 5     | DEF   | Eder Borelli            |     |
| 14    | DEF   | Elson Dias              |     |
| 22    | DEF   | Fernando Ruíz           | 55' |
| 12    | MED   | Juan David Castro       | 71' |
| 26    | MED   | Jaime Toledo            | 32' |
| 33    | MED   | Lucas Da Silva          |     |
| 7     | MED   | Mario Ortiz             |     |
| 9     | DEL   | Leandro Carrijo Silva   |     |
| 11    | DEL   | Mauro Fernández         |     |
| D. T. | D. T. | Miguel de Jesús Fuentes |     |

| 31    | POR   | José Francisco Canales |     |
| 2     | DEF   | César Cercado          |     |
| 3     | DEF   | Orlando Rincón         | 82' |
| 24    | DEF   | Rodrigo Godínez        |     |
| 90    | DEF   | Eduardo Tercero Méndez |     |
| 8     | MED   | Jorge Ibarra           |     |
| 20    | MED   | Luis Pérez             |     |
| 26    | MED   | Luis Ernesto Olascoaga |     |
| 7     | MED   | Amaury Escoto          |     |
| 9     | DEL   | Diego Jiménez          | 76' |
| 16    | DEL   | Alfonso Sánchez        | 67' |
| D. T. | D. T. | Rafael Puente Del Río  |     |

| 10 | Centrocampista | Raúl Enríquez     | 32' |
| 8  | Defensa        | Cristian Gordillo | 55' |
| 29 | Centrocampista | Josué Gómez       | 71' |

| 13 | Centrocampista | Omar Tejeda       | 67' |
| 10 | Delantero      | Ricardinho        | 76' |
| 4  | Defensa        | Richard Okunorobo | 82' |

| 73' | Cristian Gordillo | 1:1 |

| 25' · 88' | César Cercado Omar Tejeda | 0:1 1:2 |

| 49' · 78' | Ferdando Ruíz Josué Gómez |

| 55' · 78' · 80' | Luis Pérez Luis Ernesto Olascoaga José Francisco Canales |

| Principal  | Arturo Cruz Hurtado       |
| Asistentes | Marco Antonio Bisguerra   |
|            | Edgar Magdaleno Castrejon |
| Cuarto     | Alejandro Funk Villafañe  |

|                    |   |   |
| Tiros              | - | - |
| Tiros a puerta     | - | - |
| Faltas             | - | - |
| Saques de esquina  | - | - |
| Penaltis           | - | - |
| Fueras de juego    | - | - |
| Posesión del balón | % | % |

| Alineación inicial |

| 13    | POR   | Cirilo Saucedo          |     |
| 3     | DEF   | Alonso Zamora           |     |
| 5     | DEF   | Eder Borelli            |     |
| 14    | DEF   | Elson Dias              |     |
| 22    | DEF   | Fernando Ruíz           | 55' |
| 12    | MED   | Juan David Castro       | 71' |
| 26    | MED   | Jaime Toledo            | 32' |
| 33    | MED   | Lucas Da Silva          |     |
| 7     | MED   | Mario Ortiz             |     |
| 9     | DEL   | Leandro Carrijo Silva   |     |
| 11    | DEL   | Mauro Fernández         |     |
| D. T. | D. T. | Miguel de Jesús Fuentes |     |

| 31    | POR   | José Francisco Canales |     |
| 2     | DEF   | César Cercado          |     |
| 3     | DEF   | Orlando Rincón         | 82' |
| 24    | DEF   | Rodrigo Godínez        |     |
| 90    | DEF   | Eduardo Tercero Méndez |     |
| 8     | MED   | Jorge Ibarra           |     |
| 20    | MED   | Luis Pérez             |     |
| 26    | MED   | Luis Ernesto Olascoaga |     |
| 7     | MED   | Amaury Escoto          |     |
| 9     | DEL   | Diego Jiménez          | 76' |
| 16    | DEL   | Alfonso Sánchez        | 67' |
| D. T. | D. T. | Rafael Puente Del Río  |     |

| 10 | Centrocampista | Raúl Enríquez     | 32' |
| 8  | Defensa        | Cristian Gordillo | 55' |
| 29 | Centrocampista | Josué Gómez       | 71' |

| 13 | Centrocampista | Omar Tejeda       | 67' |
| 10 | Delantero      | Ricardinho        | 76' |
| 4  | Defensa        | Richard Okunorobo | 82' |

| 73' | Cristian Gordillo | 1:1 |

| 25' · 88' | César Cercado Omar Tejeda | 0:1 1:2 |

| 49' · 78' | Ferdando Ruíz Josué Gómez |

| 55' · 78' · 80' | Luis Pérez Luis Ernesto Olascoaga José Francisco Canales |

| Principal  | Arturo Cruz Hurtado       |
| Asistentes | Marco Antonio Bisguerra   |
|            | Edgar Magdaleno Castrejon |
| Cuarto     | Alejandro Funk Villafañe  |

|                    |   |   |
| Tiros              | - | - |
| Tiros a puerta     | - | - |
| Faltas             | - | - |
| Saques de esquina  | - | - |
| Penaltis           | - | - |
| Fueras de juego    | - | - |
| Posesión del balón | % | % |

| Alineación inicial |

| 13    | POR   | Cirilo Saucedo          |     |
| 3     | DEF   | Alonso Zamora           |     |
| 5     | DEF   | Eder Borelli            |     |
| 14    | DEF   | Elson Dias              |     |
| 22    | DEF   | Fernando Ruíz           | 55' |
| 12    | MED   | Juan David Castro       | 71' |
| 26    | MED   | Jaime Toledo            | 32' |
| 33    | MED   | Lucas Da Silva          |     |
| 7     | MED   | Mario Ortiz             |     |
| 9     | DEL   | Leandro Carrijo Silva   |     |
| 11    | DEL   | Mauro Fernández         |     |
| D. T. | D. T. | Miguel de Jesús Fuentes |     |

| 31    | POR   | José Francisco Canales |     |
| 2     | DEF   | César Cercado          |     |
| 3     | DEF   | Orlando Rincón         | 82' |
| 24    | DEF   | Rodrigo Godínez        |     |
| 90    | DEF   | Eduardo Tercero Méndez |     |
| 8     | MED   | Jorge Ibarra           |     |
| 20    | MED   | Luis Pérez             |     |
| 26    | MED   | Luis Ernesto Olascoaga |     |
| 7     | MED   | Amaury Escoto          |     |
| 9     | DEL   | Diego Jiménez          | 76' |
| 16    | DEL   | Alfonso Sánchez        | 67' |
| D. T. | D. T. | Rafael Puente Del Río  |     |

| 10 | Centrocampista | Raúl Enríquez     | 32' |
| 8  | Defensa        | Cristian Gordillo | 55' |
| 29 | Centrocampista | Josué Gómez       | 71' |

| 13 | Centrocampista | Omar Tejeda       | 67' |
| 10 | Delantero      | Ricardinho        | 76' |
| 4  | Defensa        | Richard Okunorobo | 82' |

| 73' | Cristian Gordillo | 1:1 |

| 25' · 88' | César Cercado Omar Tejeda | 0:1 1:2 |

| 49' · 78' | Ferdando Ruíz Josué Gómez |

| 55' · 78' · 80' | Luis Pérez Luis Ernesto Olascoaga José Francisco Canales |

| Principal  | Arturo Cruz Hurtado       |
| Asistentes | Marco Antonio Bisguerra   |
|            | Edgar Magdaleno Castrejon |
| Cuarto     | Alejandro Funk Villafañe  |

|                    |   |   |
| Tiros              | - | - |
| Tiros a puerta     | - | - |
| Faltas             | - | - |
| Saques de esquina  | - | - |
| Penaltis           | - | - |
| Fueras de juego    | - | - |
| Posesión del balón | % | % |

| Alineación inicial |

| Campeón Clausura 2017                   |
| --------------------------------------- |
|                                         |
| Lobos BUAP                              |
| 1° Título                               |
| Clasifica a la Final de Ascenso 2016-17 |

## Estadísticas

### Máximos goleadores
Lista con los máximos goleadores del torneo, * Datos según la página oficial de la competición Archivado el 4 de diciembre de 2016 en Wayback Machine..
|     | Posición | Jugador                | Equipo        | Goles | Minutos |
| --- | -------- | ---------------------- | ------------- | ----- | ------- |
| 1.º | DEL      | Diego Rafael Jiménez   | Lobos BUAP    | 10    | 1483    |
| 2.º | DEL      | Ismael Valadéz         | Leones Negros | 9     | 1280    |
| 2.º | DEL      | Eder Omar Cruz         | Loros         | 9     | 1318    |
| 4.º | DEL      | Gustavo Adrián Ramírez | Zacatecas     | 8     | 1170    |
| 4.º | DEL      | Patricio Rubio         | Dorados       | 8     | 1386    |
| 6.º | DEL      | Leandro Carrijo Silva  | Juárez        | 7     | 1240    |
| 6.º | MED      | Jesús Ricardo Angulo   | Dorados       | 7     | 1259    |
| 6.º | DEL      | Rodrigo Prieto         | Zacatepec     | 7     | 1303    |
| 9.º | DEL      | Giancarlo Maldonado    | Oaxaca        | 6     | 957     |
| 9.º | MED      | Alfonso Tamay          | Oaxaca        | 6     | 1250    |

### Máximos goleadores en fase final
Lista con los máximos goleadores de la fase final del torneo.
|     | Posición | Jugador               | Equipo      | Goles | Minutos |
| --- | -------- | --------------------- | ----------- | ----- | ------- |
| 1.º | DEL      | Diego Rafael Jiménez  | Lobos BUAP  | 4     | 524     |
| 1.º | DEL      | Leandro Carrijo Silva | Juárez      | 4     | 540     |
| 3.º | DEL      | Luis Madrigal         | Zacatecas   | 2     | 90      |
| 3.º | DEL      | Dante Osorio          | Potros UAEM | 2     | 180     |
| 3.º | MED      | Omar Tejeda           | Lobos BUAP  | 2     | 182     |

### Clasificación juego limpio
- Datos según la página oficial de la competición.

| Lugar                                | Club                                 | Tarjeta amarilla | Segunda tarjeta amarilla y expulsión · Segunda tarjeta amarilla y expulsión | Tarjeta roja directa | Puntos   |
| ------------------------------------ | ------------------------------------ | ---------------- | --------------------------------------------------------------------------- | -------------------- | -------- |
| 1                                    | Correcaminos UAT                     | 28               | 0                                                                           | 1                    | 31       |
| 2                                    | FC Juárez                            | 34               | 0                                                                           | 0                    | 34       |
| 3                                    | Murciélagos                          | 31               | 0                                                                           | 1                    | 34       |
| 4                                    | Tepic                                | 30               | 0                                                                           | 2                    | 36       |
| 5                                    | Tampico Madero                       | 33               | 0                                                                           | 2                    | 39       |
| 6                                    | Loros                                | 36               | 0                                                                           | 2                    | 42       |
| 7                                    | Cimarrones                           | 30               | 0                                                                           | 4                    | 42       |
| 8                                    | Lobos BUAP                           | 41               | 0                                                                           | 1                    | 44       |
| 9                                    | Zacatecas                            | 32               | 0                                                                           | 4                    | 44       |
| 10                                   | Zacatepec                            | 37               | 0                                                                           | 3                    | 46       |
| 11                                   | Potros UAEM                          | 38               | 0                                                                           | 3                    | 47       |
| 12                                   | Venados                              | 38               | 0                                                                           | 3                    | 47       |
| 13                                   | Atlante                              | 45               | 0                                                                           | 2                    | 51       |
| 14                                   | Leones Negros                        | 40               | 0                                                                           | 4                    | 52       |
| 15                                   | Dorados                              | 43               | 0                                                                           | 4                    | 55       |
| 16                                   | Oaxaca                               | 42               | 0                                                                           | 5                    | 57       |
| 17                                   | Tapachula                            | 49               | 0                                                                           | 3                    | 58       |
| 18                                   | Celaya                               | 48               | 0                                                                           | 6                    | 66       |
| Primera Tarjeta Amarilla             | Primera Tarjeta Amarilla             | 1 punto          | 1 punto                                                                     | 1 punto              | 1 punto  |
| Segunda Tarjeta Amarilla y Expulsión | Segunda Tarjeta Amarilla y Expulsión | 3 puntos         | 3 puntos                                                                    | 3 puntos             | 3 puntos |
| Tarjeta Roja Directa                 | Tarjeta Roja Directa                 | 3 Puntos         | 3 Puntos                                                                    | 3 Puntos             | 3 Puntos |

### Anotaciones
Torneo Regular
- Primer gol de la temporada: Anotado por Enzo Prono (11'26") en el Atlante 2 - 0 Oaxaca (J-1)

- Gol 100 de la temporada:  (J-5)

- Último gol de la temporada: Anotado por Gabriel Hachen (60'03") en el Dorados 1 - 2 Correcaminos UAT (J-1)

- Gol más rápido: Paúl Uscanga(00'51") en el Atlante 2 - 0 Zacatepec (J-3)

- Gol más tardío: Bernardo López (90+2'53") en el Colima 1 - 1 Celaya (J-3)

- Mayor número de goles marcados en un partido: 6 goles en el Venados 1 - 5 Correcaminos UAT (J-3) y Correcaminos UAT 2 - 4 Celaya (J-4)

- Mayor victoria de local:  Potros UAEM 4 - 1 Lobos BUAP (J-4)

- Mayor victoria de visita:  Venados 1 - 5 Correcaminos UAT (J-3)

- Partido con más penaltis a favor de un equipo:

### Rachas
«Actualizado a la jornada 13»
- Mayor racha ganadora: 4 partidos.(Zacatecas)
- Mayor racha invicta: 9 partidos.(Zacatecas)
- Mayor racha imbatida: 5 partidos. (Atlante)
- Mayor racha anotando: 7 partidos. (Celaya), (Lobos BUAP)
- Mayor racha sin anotar: 3 partidos. (Murciélagos), (Tapachula), (Loros)
- Mayor racha perdiendo: 6 partidos. (Venados)
- Mayor racha sin ganar: 11 partidos. (Venados)

## Asistencia
Lista con la asistencia del Ascenso Bancomer MX, * Datos según la página oficial de la competición.
 Fecha de actualización: 17 de abril de 2017
| 1  | 49.797  | 5.533 | 26.35 % | Tapachula vs Tepic (11 018)                 | Murciélagos vs Lobos BUAP (2 137)      | Asistencia J1  |
| 2  | 43.625  | 4.847 | 27.72 % | Dorados vs Zacatepec (7 733)                | Loros vs Celaya (2 164)                | Asistencia J2  |
| 3  | 51.164  | 5.796 | 28.36 % | Tampico Madero vs UAEM (11 564)             | Murciélagos vs Tepic (1 375)           | Asistencia J3  |
| 4  | 45.458  | 5.050 | 27.99 % | Correcaminos UAT vs Celaya (10,476)         | Loros vs Tapachula (1 580)             | Asistencia J4  |
| 5  | 66.155  | 7.350 | 33.20 % | Tampico Madero vs FC Juárez (19,415)        | Murciélagos vs Cimarrones (1 853)      | Asistencia J5  |
| 6  | 45.702  | 5.078 | 31.07 % | Cimarrones vs Tampico Madero (8 350)        | Loros vs Murciélagos (1 410)           | Asistencia J6  |
| 7  | 52.434  | 5.826 | 26.69 % | Tampico Madero vs Loros (14 987)            | Murciélagos vs Oaxaca (753)            | Asistencia J7  |
| 8  | 45.503  | 5.055 | 30.35 % | Dorados vs Celaya (8 333)                   | Loros vs Lobos BUAP (812)              | Asistencia J8  |
| 9  | 57.113  | 6.345 | 29.60 % | Tampico Madero vs Correcaminos UAT (19 415) | Lobos BUAP vs Oaxaca (1 726)           | Asistencia J9  |
| 10 | 42.758  | 4.750 | 27.87 % | Dorados vs Zacatecas (8 333)                | Loros vs Tepic (1 198)                 | Asistencia J10 |
| 11 | 55.817  | 6.201 | 28.21 % | Tampico Madero vs Atlante (14 371)          | Murciélagos vs Venados (890)           | Asistencia J11 |
| 12 | 41.006  | 4.556 | 27.62 % | Dorados vs Tapachula (8 333)                | Loros vs Cimarrones (976)              | Asistencia J12 |
| 13 | 46.521  | 5.169 | 9.92 %  | Tampico Madero vs Celaya (11 367)           | Loros vs Dorados (1 185)               | Asistencia J13 |
| 14 | 43.603  | 4.844 | 29.53 % | Dorados vs Leones Negros (10,333)           | Correcaminos UAT vs Cimarrones (1,615) | Asistencia J14 |
| 15 | 46.826  | 5.202 | 29.40 % | Tampico Madero vs Tapachula (10,492)        | Loros vs Correcaminos UAT (701)        | Asistencia J15 |
| 16 | 47.872  | 5.319 | 26.59 % | Leones Negros vs Tampico Madero (11,401)    | Correcaminos UAT vs Oaxaca (1,205)     | Asistencia J16 |
| 17 | 57,782  | 6.420 | 34.74 % | FC Juárez vs Celaya (15,832)                | Loros vs Atlante (690)                 | Asistencia J17 |
| F  | 848,469 | 5.545 | 29.04 % | Tampico Madero vs Correcaminos UAT (19 415) | Loros vs Atlante (690)                 |                |